# Pontefract
Pontefract är en stad i distriktet Wakefield i grevskapet West Yorkshire i Storbritannien med omkring 35 000 invånare. Den har varit en marknadsstad ända sedan medeltiden.
Under normandisk tid byggdes här ett slott, Pontefract Castle. Det förstördes under engelska inbördeskriget, men ruinerna finns kvar.